# Muniz Ferreira
Muniz Ferreira este un oraș în statul Bahia (BA) din Brazilia.